# Danh sách câu lạc bộ bóng đá ở Togo
Đây là danh sách không đầy đủ các câu lạc bộ bóng đá ở Togo.
Về danh sách đầy đủ, xem Thể loại:Câu lạc bộ bóng đá Togo

## A
- Abou Ossé FC
- AC Merlan
- AC Semassi F.C.
- Anges de Notsè
- AS Douanes (Lomé)
- AS Togo-Port
- ASKO Kara

## D
- Doumbé FC
- Dynamic Togolais

## E
- Espoir Tsevie
- Étoile Filante (Lomé)

## F
- Foadam Dapaong
- Foadan FC

## G
- Gbikinti FC de Bassar
- Gomido FC

## K
- Kakadlé FC
- Korikossa Atakpame
- Kotoko FC

## M
- Maranatha FC

## O
- OC Agaza

## R
- RC Lomé

## S
- Sara Sport de Bafilo

## T
- Tchaoudjo AC
- Togo Telecom FC

## U
- Unisport de Sokodé
- US Kokori
- US Masséda